# Henri-Moulin
Henri-Moulin est un hameau de la commune belge de Trois-Ponts située en Région wallonne dans la province de Liège.
Avant la fusion des communes de 1977, Henri-Moulin faisait déjà partie de la commune de Trois-Ponts. Avant 1970, le hameau faisait partie de la commune de Fosse.

## Situation et description
Ce hameau se trouve à égale distance de Basse-Bodeux et de Trois-Ponts en rive droite du Baleur et à l'endroit de son confluent avec le petit ruisseau de Meez.
Le noyau ancien de Henri-Moulin est implanté le long de la route en cul-de-sac menant de la route nationale 66 Huy - Trois-Ponts au cours du Baleur.
Si le versant (sud) du Baleur sur lequel Henri-Moulin se situe est relativement plat et couvert de prairies, le versant opposé au hameau est boisé et abrupt.

## Activités
Le long de la N.66 (avenue Joseph Lejeune), plusieurs commerces du secteur automobile se sont implantés et, sur le Meez, en face de Henri-Moulin, se trouvent le zoning artisanal de Trois-Ponts et le terrain de football du R.R.C.Trois-Ponts.